# Azamat Chosonow
Azamat Rusłanowicz Chosonow (ros. Азамат Русланович Хосонов; ur. 17 września 2000) – rosyjski, a od 2021 roku grecki zapaśnik walczący w stylu wolnym. Zajął siedemnaste miejsce na mistrzostwach świata w 2021.
Piąty na mistrzostwach Europy w 2023 i 2025. Drugi na MŚ U-23 w 2021 i trzeci w 2023 roku.